# Nestor Burma
Nestor Burma is een stripreeks van de Franse striptekenaar Jacques Tardi, gebaseerd op een gelijknamig personage uit romans van Léo Malet.

## Inhoud
De reeks gaat over de gelijknamige privédetective en speelt zich af in de jaren 1950. Burma is een voormalig idealist en anarchist die in de Tweede Wereldoorlog als militair krijgsgevangen is gemaakt. Na zijn vrijlating houdt hij het detectivebureau Fiat Lux draaiende. Naast Burma is de enige andere medewerker van het bureau zijn secretaresse Hélène. Andere terugkerende karakters zijn commissaris Faroux, die enigszins respect heeft voor Burma’s detectivevaardigheden, inspecteur Fabre die ronduit een hekel heeft aan Burma en de journalist Covet. De verhalen vinden plaats in de verschillende arrondissementen van Parijs. Zo vinden we Burma terug in het groezelige 13e arrondissement, tussen voddenrapers en het Leger des Heils, (Sluiers over de Pont de Tolbiac), maar ook aan het Canal Saint-Martin in het 10e arrondissement, bij verlopen zangeressen en louche talentenbureaus (Heb je me als lijk gezien?).

## Geschiedenis
Begin jaren 1980 was Tardi op zoek naar een Franse romanschrijver om diens roman te verstrippen. Een recensent raadde hem Léo Malet aan, waarna hij Nestor Burma bewerkte met hulp van Malet zelf. Het eerste verhaal verscheen in 1982. Tardi maakte nog vier albums, waarna Emmanuel Moynot de reeks voortzette. Na drie albums gaf Moynot aan te stoppen met deze stripreeks, waarna Nicolas Barral de reeks verderzette. Na een paar jaar keerde Moynot terug, waarop Barral en Moynot de romans opdeelden. Barral bleef zich richten op de romans, die zich afspelen in Parijs. Moynot werkte voortaan aan de overige romans. Later nam François Ravard het tekenwerk van Moynot over, maar Moynot bleef wel de scenario's schrijven.